# Jimmy Page

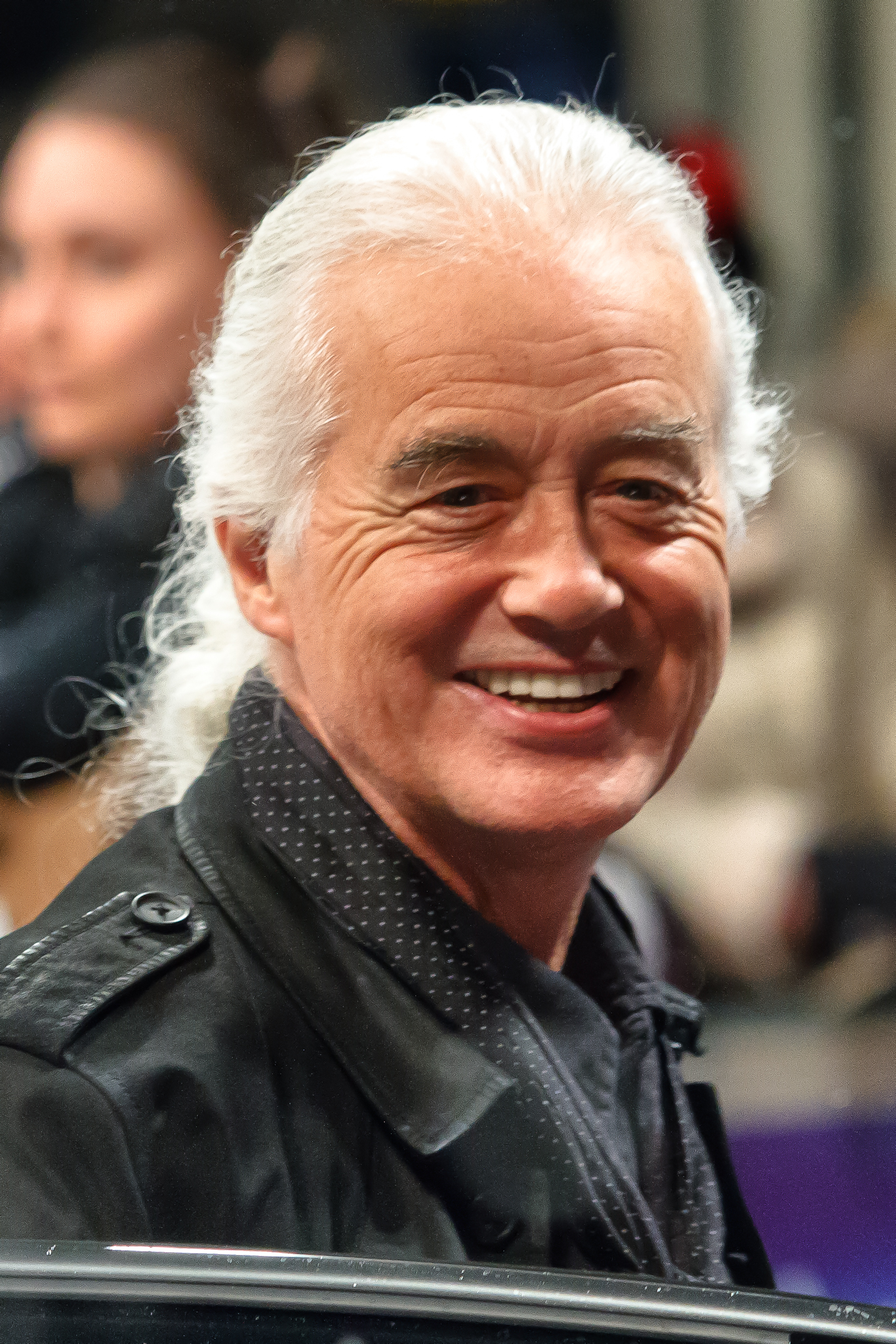
Jimmy Page bei der Echoverleihung 2013

James Patrick „Jimmy“ Page, OBE (* 9. Januar 1944 in Heston, England) ist ein britischer Musiker. Er wurde vor allem als Gründer, E-Gitarrist und Produzent der britischen Rockband Led Zeppelin (1968–1980) bekannt, war aber auch Mitglied der Rockbands The Yardbirds (1966–1968) und The Firm (1984–1986). Außerdem war er ein vielseitiger und sehr gefragter Studiomusiker.
2005 erhielt Page in Anerkennung der Verdienste seiner Wohltätigkeitsarbeit in Brasilien von der britischen Königin die Ernennung zum Officer des Order of the British Empire (OBE); aus demselben Grund wurde er auch zum Ehrenbürger von Rio de Janeiro ernannt.
Das US-amerikanische Musikmagazin Rolling Stone listete Page auf Platz 3 der „100 größten Gitarristen aller Zeiten“. Neben Gitarre spielte er gelegentlich auch Pedal-Steel-Gitarre, Mandoline und Theremin.

## Leben

### Kindheit und Jugend
Im Jahr 1952 zog die Familie Page in die Londoner Vorstadt Epsom. Im neuen Haus hatte der Vorbesitzer eine einfache Gitarre zurückgelassen, die James’ Interesse weckte. Sein Vater, der seine Begeisterung für das Instrument bemerkte, schenkte ihm daraufhin eine „richtige“ Gitarre. Eine E-Gitarre musste der Junge schließlich selbst finanzieren. Sie fesselte ihn, nach eigener Aussage, „wie nichts zuvor in seinem Leben“. Die Eltern akzeptierten seine Leidenschaft, erwarteten dabei aber, dass er einen Schulabschluss erwerbe. Mit siebzehn besuchte er, aus Begeisterung für die Malerei, eine Kunsthochschule. Dass er, wie in Publikationen gelegentlich behauptet wird, sein erstes Geld mit Straßenmusik verdient habe, erklärt er für unzutreffend.

### Als Studiomusiker

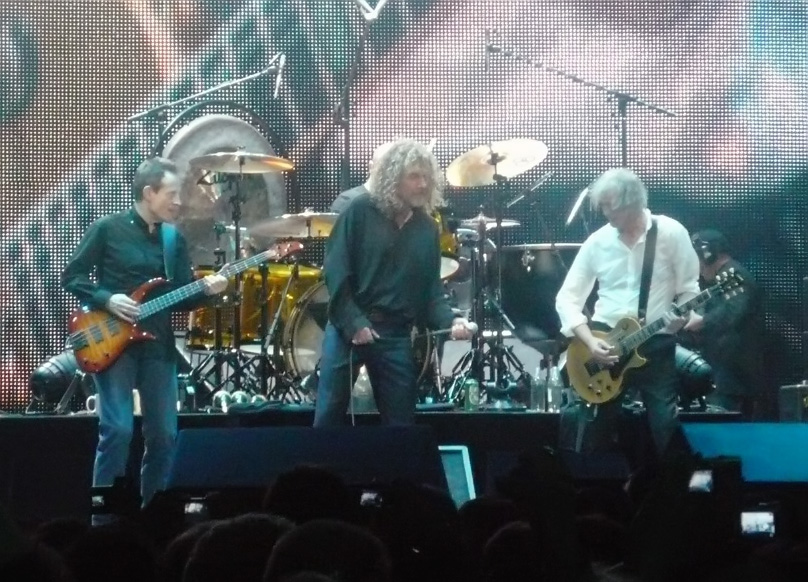
Jimmy Page (rechts) mit Led Zeppelin 2007

James „Jimmy“ Page hatte mit zwölf Jahren begonnen, Gitarre zu spielen und trat mit 15 Jahren der Band The Crusaders bei. Wegen einer Drüsenfiebererkrankung konnte er aber bald nicht mehr live auftreten, weshalb er als Studiomusiker (1964 auch für Caterina Valente) arbeitete. Mike Leander von Decca Records bot Page regelmäßige Studioarbeit an. Seine erste Session für das Label war die Aufnahme Diamonds von Jet Harris und Tony Meehan, die Anfang 1963 auf Platz 1 der Single-Charts landete. Page sagte: „Wer einen Gitarristen brauchte, ging entweder zu Big Jim oder zu mir.“ und „In der Anfangsphase sagten sie einfach, spiel, was du willst, denn damals konnte ich keine Noten lesen...“
So war er auf vielen Platten der damaligen Zeit zu hören, etwa auf Aufnahmen von The Rolling Stones, The Who, The Kinks, Them, Donovan und vielen anderen. 1965 nahm er eine Single mit dem Titel She Just Satisfies auf, die kommerziell allerdings nur mäßigen Erfolg erzielte. Für Joe Cocker spielte er 1969 auf dem Debütalbum und auch auf dem gleichnamigen Song With a Little Help from My Friends.
Page war außerdem ein leidenschaftlicher Maler und besuchte eine Kunstschule in Sutton. Als er immer mehr Angebote als Studiomusiker erhielt, musste er sich nach eigenen Angaben zwischen der Musik und der Malerei entscheiden und verließ schließlich die Kunstschule.
In einem Interview sagte Page 2003: „Ich machte drei Sessions pro Tag, fünfzehn Sessions pro Woche. Manchmal spielte ich mit einer Gruppe, manchmal machte ich Filmmusik, es konnte eine Folk-Session sein ... Ich konnte all diese verschiedenen Rollen übernehmen.“

### Bei den Yardbirds
Im Jahr 1966 stieg Jimmy Page in die Band Yardbirds ein. Dort übernahm er zunächst den Posten des Bassisten. Nach einiger Zeit wechselte der bisherige Rhythmus-Gitarrist Chris Dreja an den Bass und Jimmy Page spielte gemeinsam mit Jeff Beck Lead-Gitarre. Als dieser die Band wegen anhaltender Probleme und Meinungsverschiedenheiten verließ, übernahm Page sämtliche Gitarrenparts. Im Jahr 1967 nahm er mit den Yardbirds das Album Little Games auf, auf dem auch sein späterer Bandkollege John Paul Jones zu hören ist. Im Sommer 1968 brach die Band auseinander, Page scharte auch wegen noch ausstehender Liveauftritte in Skandinavien neue Musiker um sich und benannte die Band in The New Yardbirds um. Im Herbst 1968 wurde aus den New Yardbirds schließlich Led Zeppelin in der Besetzung mit Jimmy Page, Robert Plant, John Paul Jones und John Bonham.

### Bei Led Zeppelin

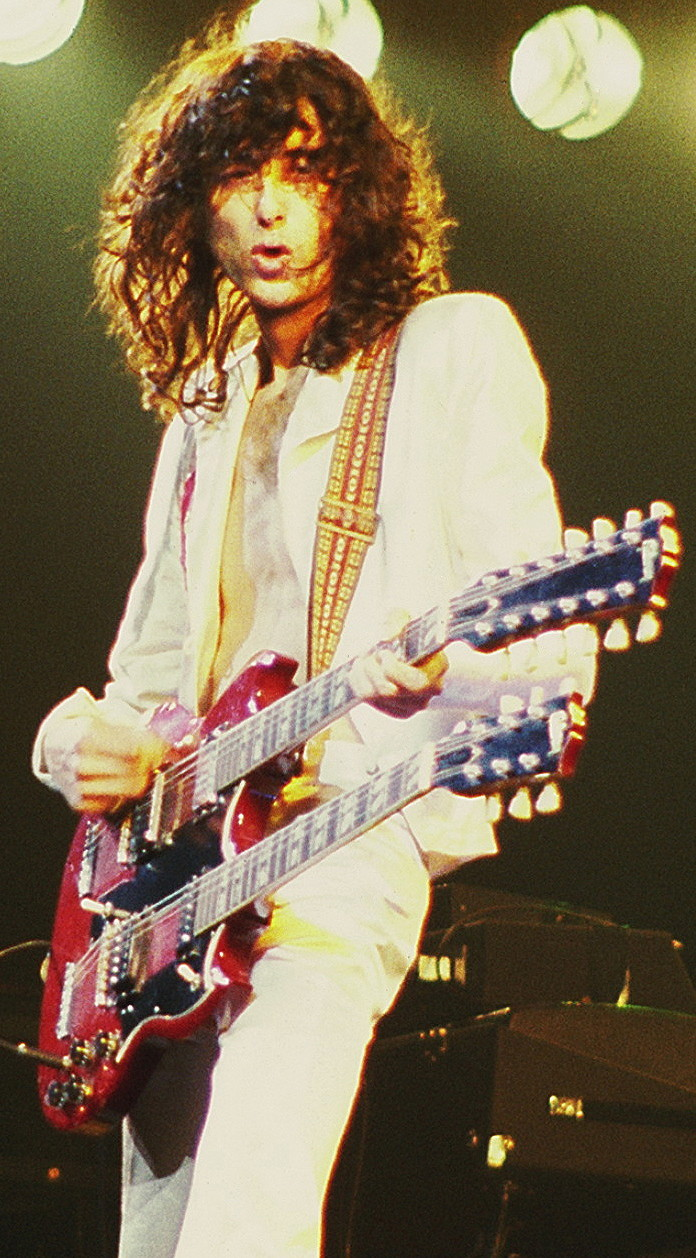
Jimmy Page 1977 mit Doubleneck-Gitarre

Die erfolgreichste Zeit seiner Karriere hatte Page mit Led Zeppelin, deren Debütalbum 1969 veröffentlicht wurde. Bis zum heutigen Tage hat die Band weltweit mehr als 300 Millionen Platten verkauft. Auch ihre Tourneen waren große Erfolge, vor allem in Nordamerika. Page war Led Zeppelins Haupt-Songwriter und Co-Produzent und komponierte unter anderem die Musik der Ballade „Stairway to Heaven“.
Ende der 1960er Jahre hatte Mick Jagger eine kurze Affäre mit Pages Freundin, dem Groupie Pamela Des Barres. Seit 1975 war Page für mehrere Jahre heroinabhängig. Nachdem die Musiker Ende der 1970er Jahre wegen seiner Suchtabhängigkeit sowie aufgrund persönlicher Schicksalsschläge ihres Sängers Robert Plant für einige Zeit nicht mehr auf Tournee gegangen waren, wollten sie 1980 wieder öffentlich auftreten. Durch den plötzlichen Tod des Schlagzeugers John Bonham änderte sich die Situation. Die verbliebenen Bandmitglieder Page, Plant und Jones beschlossen nach eingehender Beratung das Ende für die damals weltweit erfolgreichste Rock-Band. Page veröffentlichte mit Led Zeppelin insgesamt neun Studioalben.

### Nach 1980
Nach der Auflösung von Led Zeppelin im Jahr 1980 startete Page einige Soloprojekte und arbeitete u. a. mit David Coverdale zusammen; bemerkenswert ist die Zusammenarbeit mit Chris Squire und Alan White von Yes unter dem Namen XYZ (Ex Yes Zeppelin), die aber zu keinem langfristigen Engagement geriet, da Robert Plant, der nach einiger Zeit dazustieß, das Songmaterial für zu wenig gefühlsbetont hielt. Einige der Songideen erschienen später als Bootleg und auf Alben von den The Firm und Yes. The Firm gingen mehrmals auf Tournee, lösten sich aber 1986 wieder auf. Mitglied der Band war u. a. Paul Rodgers. Erfolgreicher war die Zusammenarbeit mit Jeff Beck und Robert Plant unter dem Namen The Honeydrippers, eine Formation, die 1984 ein Album mit dem Titel Volume One herausbrachte. Im selben Jahr arbeitete Page auch mit Stephen Stills auf dessen Album Right By You zusammen.
In dem Jahr 1982 komponierte Page die Filmmusik des Michael-Winner-Films Death Wish II. 1983 ging Page zusammen mit den ehemaligen Yardbirds-Gitarristen Eric Clapton und Jeff Beck auf Tournee (ARMS). 1988 brachte er sein einziges Solo-Album Outrider heraus, ein sehr stark vom Blues geprägtes Werk.
Page und Robert Plant spielten 1994 einige Led-Zeppelin-Songs für die Reihe MTV Unplugged neu ein und experimentierten dabei mit einem marokkanischen Orchester. Die bemerkenswerten neuen Versionen der Led-Zeppelin-Songs und die neuen Stücke, die teils live im MTV-Studio und teils mit nordafrikanischen Musikern in Marokko aufgenommen wurden, erschienen auf der CD No Quarter und als Video. Nach dieser Veröffentlichung bestritten Page und Plant mit ihrer Band, die durch nordafrikanische Musiker um Hossam Ramzy und ein Streicherensemble verstärkt wurde, eine ausgedehnte gefeierte Welttournee. 1998 veröffentlichten die beiden das Folkrock-orientierte Album Walking into Clarksdale und gingen wieder gemeinsam auf Tour. Im Jahr 2001 standen Page und Plant bei dem Jazz Festival in Montreux ein vorerst letztes Mal gemeinsam auf der Bühne.
1998 spielte Page die Lead-Gitarre für den Song Come with Me von Puff Daddy ein. Die Melodie und die Gitarren-Riffs stammen hauptsächlich aus dem Led-Zeppelin-Klassiker Kashmir. Der betont energisch arrangierte Song wurde für den Roland-Emmerich-Film Godzilla produziert. Die Melodie und die Gitarren-Riffs werden vor Spielbeginn im Westfalenstadion bei Borussia Dortmund gespielt.
Page spielte 1999 und 2000 mit The Black Crowes einige Konzerte in den USA und nahm mit ihnen im Greek Theater in Los Angeles das Livealbum Live at the Greek auf, auf dem auch etliche Songs von Led Zeppelin und den Yardbirds zu hören sind. Die geplante Europatournee sowie die laufende US-Tournee 2000 wurde wegen Rückenproblemen von Page abgesagt.
Im Jahr 2006 wurde ein weiteres Konzert von Page zusammen mit Robert Plant angekündigt. Das Konzert sollte beim Montreux Jazz Festival stattfinden. Aufgrund von Rückenproblemen konnte Page nicht auftreten und Robert Plant stand ohne ihn auf der Bühne.

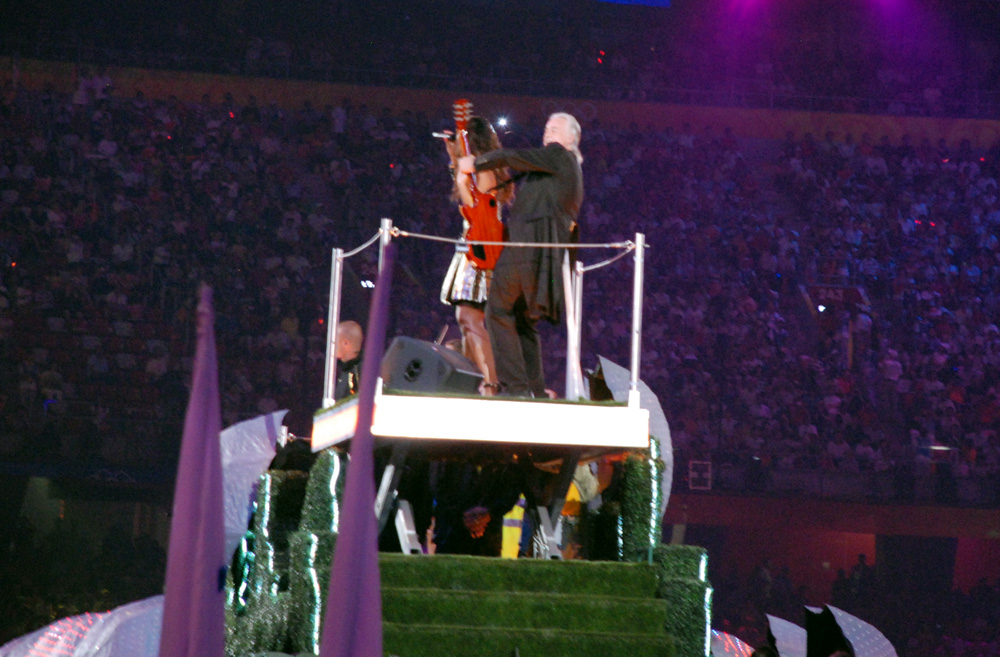
Page 2008 bei der Abschlussfeier der Olympischen Sommerspiele in Peking

Das Jahr 2007 begann mit vielen Gerüchten über eine Reunion von Led Zeppelin. Anfang September wurde bekanntgegeben, dass sich die Band zu einem einmaligen Reunion-Konzert, zu Ehren des verstorbenen Plattenbosses Ahmet Ertegün, zusammenfinden wird. Eigentlich sollte das Konzert am 26. November 2007 stattfinden, es wurde aber aufgrund einer Fingerverletzung von Page auf den 10. Dezember 2007 verschoben. Die 20.000 verfügbaren Karten wurden per Losverfahren verkauft, da der Ansturm mit über 20 Millionen Interessenten so groß wie noch nie bei einem Konzert war.
Mit Leona Lewis spielte er am 24. August 2008 bei der Abschlussfeier der Olympischen Sommerspiele in Peking als Vertreter der XXX. Olympischen Sommerspiele in London 2012 den Led-Zeppelin-Titel Whole Lotta Love.
An dem 9. Mai 2014 wurde ihm die Ehrendoktorwürde des Berklee College of Music verliehen.

## Privates

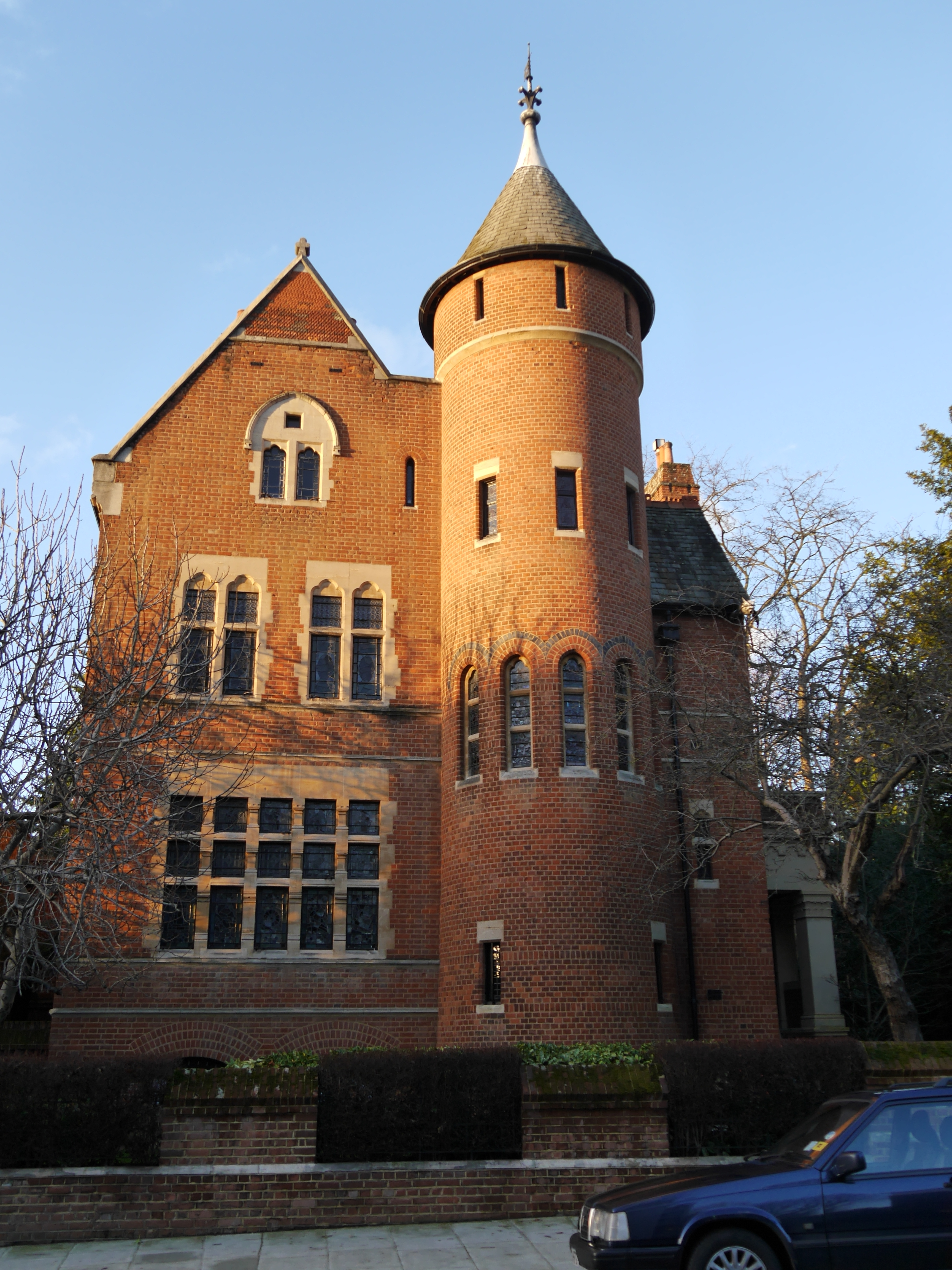
Tower House

Von 1970 bis 1983 war Page mit dem französischen Modell Charlotte Martin liiert. Sie haben die 1971 geborene Tochter Scarlet Page, die als Fotografin arbeitet.
Um 1972 hatte Page eine einjährige Affaire mit dem „Baby-Groupie“ Lori Mattix  die begann, als sie 14 war und er 28 Jahre alt war. Mattix beschreibt ihr erstes Treffen mit Page, das damit begann, dass sie von Peter Grant angesprochen und in ein Zimmer mit Page gebracht wurde, als „ein Gefühl, als würde ich entführt.“ Mit der Me Too-Bewegung vier Jahrzehnte später erregte die Beziehung erneut Aufmerksamkeit.
1972 kaufte Page das Tower House von Richard Harris, das Haus, das William Burges (1827–81) für sich selbst in London entworfen hatte.
Von 1986 bis 1995 war Page mit Model Patricia Ecker verheiratet. Sie haben einen Sohn, (* 1988). Page heiratete später Jimena Gómez-Paratcha, die er in Brasilien auf der No Quarter Tour kennenlernte. Er adoptierte ihre älteste Tochter Jana (* 1994) und sie haben zwei gemeinsame Kinder (* 1997) und (* 1999). Sie ließen sich 2008 scheiden.
Seit August 2014 ist er mit der 46 Jahre jüngeren Schauspielerin und Dichterin Scarlett Sabet liiert.

## Instrumente und Stil
Page spielte und spielt vor allem die E-Gitarren-Modelle Les Paul und eine Gibson EDS-1275, bei der er die Hals-Tonabnehmer austauschte. Im Studio verwendete er aber auch eine Fender Telecaster, mit der auch das erste Led-Zeppelin-Album und das Gitarrensolo in Stairway to Heaven aufgenommen wurde. Seine erste E-Gitarre war Ende der 1950er Jahre eine in der Tschechoslowakei von Resonet hergestellte Grazioso Futurama. In der Spätphase von Led Zeppelin verwendete Page auch eine Fender Stratocaster, wobei er sich etwa beim Hauptthema für den Song In the Evening den Effekt des Tremolohebels zunutze machte. Außerdem benutzte er für den Song Kashmir eine Danelectro, die er dafür in offener DADGAD-Stimmung spielte.
Anfangs war Rockabilly ein starker Einfluss für Page, dann der Chicago-Blues, darin besonders Harmonikaspieler wie Little Walter, dessen Texturen und Experimentierfreude er auf sein Gitarrenspiel zu übertragen suchte. Um den Horizont des Blues und Rock'n'Rolls zu erweitern, beschäftigte er sich auch mit Musikern anderer Genres wie zum Beispiel dem brasilianischen Gitarrenvirtuosen Laurindo Almeida.
Jimmy Page ist als Gitarrist, aber auch als Komponist und Mitkomponist einer der einflussreichsten Rockmusiker des 20. Jahrhunderts.

## Sonstiges
Page interessiert sich sehr für Okkultismus, hat eine entsprechende Bibliothek und besaß von Anfang der 1970er Jahre bis 1991 das Boleskine-Haus am Ufer des Loch Ness in der Nähe des Ortes Foyers (Schottland), in dem vormals Aleister Crowley gelebt hatte. Lange hielt sich die Behauptung, Page habe bei Stairway to Heaven eine satanistische Botschaft eingebaut – eine Strophe sei auch rückwärts abgespielt zu verstehen. Page selbst hat diese Geschichte stets zurückgewiesen.
Page übernahm eine Rolle in dem Kurzfilm Lucifer Rising (1980).
Am 14. Juni 2003 wurde ein 1997 entdeckter Asteroid nach Jimmy Page benannt: (44016) Jimmypage.
2006 erwies der Spielwaren-Hersteller McFarlane Toys Jimmy Page seine Reverenz, als er eine realitätsgetreue Miniatur-Skulptur des Musikers veröffentlichte.
Im Jahr 2008 erschien die Dokumentation/Rockumentary It Might Get Loud, die sich der Geschichte der E-Gitarre widmet und die drei Gitarristen Jimmy Page, The Edge (U2) und Jack White (The White Stripes und The Raconteurs sowie The Dead Weather, da jedoch als Schlagzeuger) porträtiert. In deutschen Kinos war der Film ab dem 27. August 2009 zu sehen.
Im Oktober 2013 erschien Brad Tolinskis Licht und Schatten. Gespräche mit Jimmy Page.

## Diskografie (Auszug)
Yardbirds
| Jahr  | Interpret | Titel                                |
| Alben | Alben     | Alben                                |
| ----- | --------- | ------------------------------------ |
| 1967  | Yardbirds | Little Games                         |
| 1971  | Yardbirds | Live Yardbirds: Featuring Jimmy Page |
| 2005  | Yardbirds | BBC-Sessions                         |

Led Zeppelin
| Jahr  | Interpret    | Titel |
| Alben | Alben        | Alben |
| ----- | ------------ | --- |
| 1969  | Led Zeppelin | Led Zeppelin |
| 1969  | Led Zeppelin | Led Zeppelin II |
| 1970  | Led Zeppelin | Led Zeppelin III |
| 1971  | Led Zeppelin | (oft auch Led Zeppelin IV, Untitled, Four Symbols oder Zoso genannt)                                                                                     |
| 1973  | Led Zeppelin | Houses of the Holy |
| 1975  | Led Zeppelin | Physical Graffiti |
| 1976  | Led Zeppelin | Presence |
| 1976  | Led Zeppelin | The Song Remains the Same (live) |
| 1979  | Led Zeppelin | In Through the Out Door |
| 1982  | Led Zeppelin | Coda |
| 1997  | Led Zeppelin | BBC Sessions (live) |
| 2002  | Led Zeppelin | Early Days & Latter Days (Best of) |
| 2003  | Led Zeppelin | How the West Was Won (live) |
| 2007  | Led Zeppelin | Mothership (Best of) |
| 2014  | Led Zeppelin | Led Zeppelin – 2-CD Deluxe Edition: 1. Remastered Original-Album, 2. Livealbum (bisher unveröffentlicht) Live At The Olympia Paris, vom 10. Oktober 1969 |
| 2014  | Led Zeppelin | Led Zeppelin II- 2-CD Deluxe Edition: 1. Remastered Original-Album, 2. Studio-Outtakes (bisher unveröffentlicht)                                         |
| 2014  | Led Zeppelin | Led Zeppelin III- 2-CD Deluxe Edition: 1. Remastered Original-Album, 2. Studio-Outtakes (bisher unveröffentlicht)                                        |
| DVDs  |              | |
| 2000  | Led Zeppelin | The Song Remains the Same |
| 2003  | Led Zeppelin | DVD |
| 2007  | Led Zeppelin | The Song Remains the Same (Extended) |
| 2012  | Led Zeppelin | Celebration Day |

Solo, Gastauftritte & sonstige Sessions ab 1970
| Jahr    | Interpret                                          | Titel                                        |
| Alben   | Alben                                              | Alben                                        |
| ------- | -------------------------------------------------- | -------------------------------------------- |
| 1970    | Screaming Lord Sutch                               | Lord Sutch and Heavy Friends                 |
| 1971    | Roy Harper                                         | Stormcock                                    |
| 1971    | Mike Heron                                         | Smiling Men With Bad Reputations             |
| 1972    | Sonny Boy Williamson II., Jimmy Page & Brian Auger | Don’t Send Me No Flowers                     |
| 1973    | Roy Harper                                         | Lifemask                                     |
| 1974    | Roy Harper                                         | Valentine                                    |
| 1974    | Roy Harper                                         | Flashes From The Archives Of Oblivion (live) |
| 1975    | Maggie Bell                                        | Suicide Sal                                  |
| 1982    | Roy Harper                                         | Work of Heart                                |
| 1982    | Soundtrack                                         | Death Wish II (Soundtrack)                   |
| 1984    | The Honeydrippers                                  | The Honeydrippers: Vol. I                    |
| 1985    | The Firm                                           | The Firm                                     |
| 1985    | Soundtrack                                         | Scream for Help (Soundtrack)                 |
| 1985    | Willie and the Poor Boys                           | Willie And The Poor Boys                     |
| 1985    | Soundtrack                                         | Death Wish III (Soundtrack)                  |
| 1985    | Roy Harper                                         | Whatever happened to Jugula?                 |
| 1985    | Stephen Stills                                     | Right by You                                 |
| 1986    | The Firm                                           | Mean Business                                |
| 1986    | The Rolling Stones                                 | Dirty Work                                   |
| 1986    | Box of Frogs                                       | Strange Land                                 |
| 1986    | Roy Harper                                         | In between Every Line (live)                 |
| 1988    | Robert Plant                                       | Now and Zen                                  |
| 1988    | Jimmy Page                                         | Outrider                                     |
| 1993    | Coverdale/Page                                     | Coverdale/Page                               |
| 1994    | Page & Plant                                       | No Quarter                                   |
| 1998    | Jimmy Rogers All-Stars                             | Blues Blues Blues                            |
| 1998    | Page & Plant                                       | Walking into Clarksdale                      |
| 2000    | Jimmy Page & The Black Crowes                      | Live at the Greek                            |
| 2006    | Jerry Lee Lewis                                    | Last Man Standing                            |
| Singles |                                                    |                                              |
| 1998    | Puff Daddy & Jimmy Page                            | Come with Me                                 |
| DVDs    |                                                    |                                              |
| 2004    | Page & Plant                                       | No Quarter Unledded                          |
| 2008    | Foo Fighters                                       | Live At Wembley Stadium                      |

## Auszeichnungen für Musikverkäufe
| Silberne Schallplatte - Frankreich - 1998: für die Single Come with Me - Vereinigtes Königreich - 1993: für das Album David Coverdale And Jimmy Page - 2013: für das Album Walking into Clarksdale - 2013: für die Single Come with Me Goldene Schallplatte - Australien - 1998: für die Single Come with Me - Japan - 1993: für das Album David Coverdale And Jimmy Page - 1994: für das Album No Quarter - Neuseeland - 1995: für das Album No Quarter - 1998: für die Single Come with Me - Österreich - 1998: für die Single Come with Me - Schweden - 1998: für die Single Come with Me - Schweiz - 1998: für die Single Come with Me - Vereinigte Staaten - 1988: für das Album Outrider - 1998: für das Album Walking into Clarksdale - 2000: für das Album Live at the Greek - Vereinigtes Königreich - 1995: für das Album No Quarter - 2013: für das Videoalbum No Quarter | Platin-Schallplatte - Argentinien - 2005: für das Videoalbum No Quarter - Belgien - 1998: für die Single Come with Me - Deutschland - 1998: für die Single Come with Me - Vereinigte Staaten - 1994: für das Album No Quarter - 1998: für die Single Come with Me - 2005: für das Videoalbum No Quarter 2× Platin-Schallplatte - Kanada - 1994: für das Album No Quarter |

| Land/RegionAuszeichnungen für Musikverkäufe (Land/Region, Auszeichnungen, Verkäufe, Quellen) | Silber     | Gold       | Platin     | Verkäufe  | Quellen                   |
| -------------------------------------------------------------------------------------------- | ---------- | ---------- | ---------- | --------- | ------------------------- |
| Argentinien (CAPIF)                                                                          | —          | —          | Platin1    | 8.000     | capif.org.ar              |
| Australien (ARIA)                                                                            | —          | Gold1      | —          | 35.000    | aria.com.au               |
| Belgien (BRMA)                                                                               | —          | —          | Platin1    | 50.000    | ultratop.be               |
| Deutschland (BVMI)                                                                           | —          | —          | Platin1    | 500.000   | musikindustrie.de         |
| Frankreich (SNEP)                                                                            | Silber1    | —          | —          | 125.000   | snepmusique.com           |
| Japan (RIAJ)                                                                                 | —          | 2× Gold2   | —          | 200.000   | riaj.or.jp                |
| Kanada (MC)                                                                                  | —          | —          | 2× Platin2 | 200.000   | musiccanada.com           |
| Neuseeland (RMNZ)                                                                            | —          | 2× Gold2   | —          | 12.500    | aotearoamusiccharts.co.nz |
| Österreich (IFPI)                                                                            | —          | Gold1      | —          | 25.000    | ifpi.at                   |
| Schweden (IFPI)                                                                              | —          | Gold1      | —          | 15.000    | sverigetopplistan.se      |
| Schweiz (IFPI)                                                                               | —          | Gold1      | —          | 25.000    | hitparade.ch              |
| Vereinigte Staaten (RIAA)                                                                    | —          | 3× Gold3   | 3× Platin3 | 3.600.000 | riaa.com                  |
| Vereinigtes Königreich (BPI)                                                                 | 3× Silber3 | 2× Gold2   | —          | 445.000   | bpi.co.uk                 |
| Insgesamt                                                                                    | 4× Silber4 | 13× Gold13 | 8× Platin8 |           |                           |